# هنتر بيل
هنتر بيل (بالإنجليزية: Hunter Bell)‏ هي مصممة أزياء أمريكية، ولدت في 1981 في فلورنس في الولايات المتحدة.